# Homme de Fer (tramway de Strasbourg)
Pour les articles homonymes, voir Homme de fer.
Homme de Fer est une station desservie par les lignes A, B, C, D et F du tramway de Strasbourg.
Elle est située dans le centre-ville de Strasbourg, au centre de la place de l'Homme-de-Fer, et constitue le nœud central du réseau de tramway de l'agglomération.

## Histoire de la station
Avant le renouveau du tramway strasbourgeois, la place de l'Homme de Fer était déjà un lieu de correspondance entre les différentes lignes de bus du réseau. C'est le 25 novembre 1994 que la station de tramway est inaugurée avec la ligne A [réf. souhaitée]. Une grande coupole, œuvre d'art créée pour l'occasion, permet d'abriter les voyageurs. Les lignes de bus passant auparavant par Homme de Fer sont déviées. Par la suite, le nombre de lignes de tramway augmente rapidement : ligne D en 1998, lignes B et C en 2000. Ces deux dernières lignes ont nécessité la création de quais supplémentaires [réf. souhaitée], implantés perpendiculairement aux quais existants. La ligne E, mise en service le 27 août 2007, est la première et la seule ligne du tramway à ne pas passer par Homme de Fer . Le dernier changement en date a lieu en 2010 avec la création de la ligne F, qui dessert aussi Homme de Fer.
Aujourd'hui, Homme de Fer est la station la plus fréquentée du réseau et approche de la saturation. Aux heures de pointe, elle voit passer un tram toutes les 25 secondes[réf. souhaitée]. La CTS espère que l'extension de la ligne G du BHNS de Strasbourg en 2023 permettra de désengorger le noeud de l'Homme de Fer. Une ligne de tramway de ceinture, évitant ainsi la station, est également envisagée à plus long terme.

## Desserte

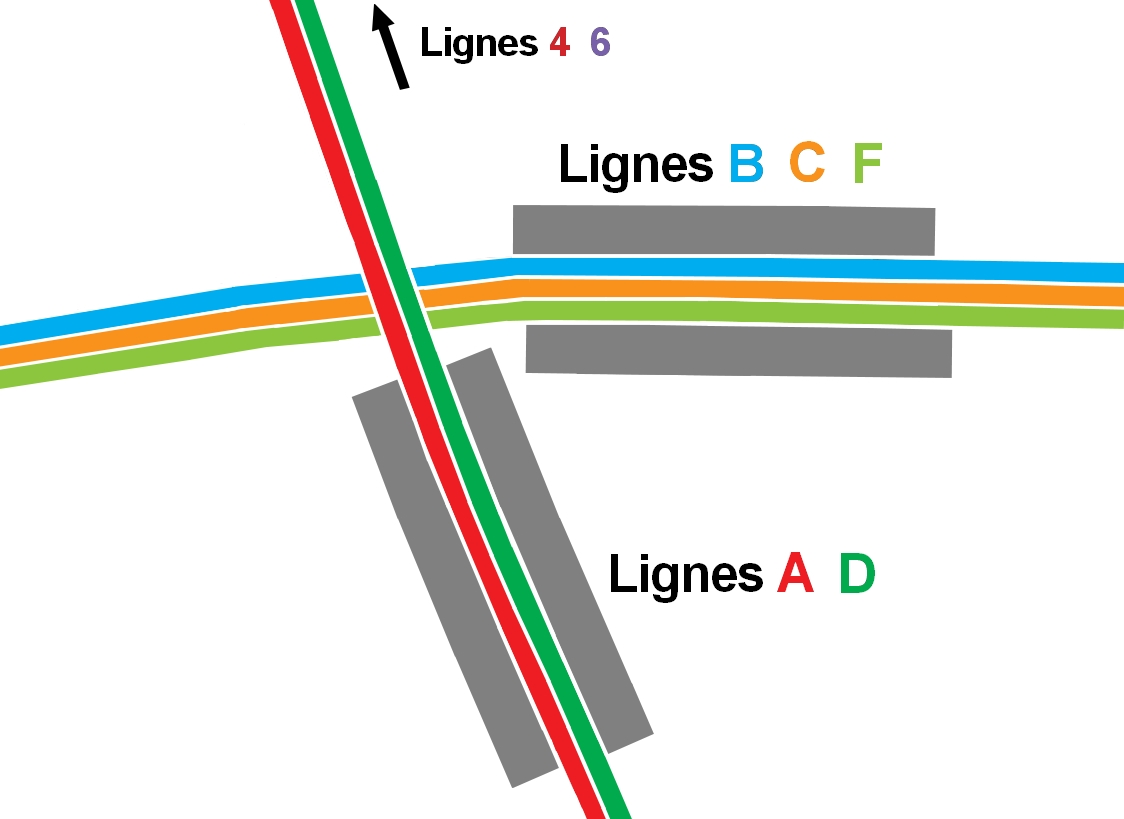
Plan de la disposition des quais.

Homme de Fer est desservie par cinq lignes de tramway, les lignes A, B, C, D et F. C'est donc la station qui comporte le plus de lignes de tramway en France. Elle comporte quatre quais, deux pour les lignes A et D, et deux pour les lignes B, C et F. Un cinquième quai, inutilisé, se trouve côté rue du Vieux Marché aux Vins. C'est une particularité ; en effet, une station ne comporte habituellement que deux quais. Une station de taxis est également implantée à proximité. 